# Kat DeLuna
Kathleen Emperatriz DeLuna eller bare Kat DeLuna som hun kaldes (født 17 november 1987 i Bronx, New York), er en amerikansk R&B sanger. Hun har udgivet et udgivet et album i 2009 som hedder 9 lives.